# Nikolai Gustawowitsch Pilar von Pilchau

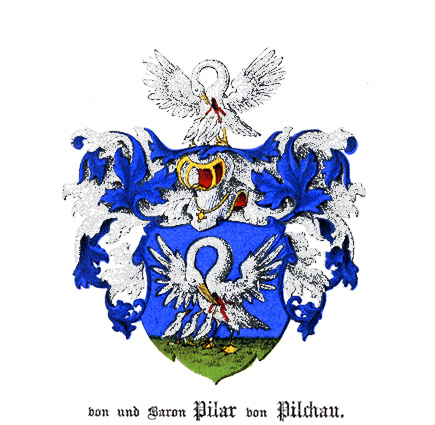
Wappen der Adelsfamilie Pilar von Pilchau

Nikolai Gustawowitsch Pilar von Pilchau (russisch: Пилар фон Пильхау, Николай Густавович; * 30. Mai 1831 in Kiew; † 26. Januar 1886 in Nizza) war Generalleutnant der Kaiserlichen Russischen Armee.

## Werdegang
Seine militärische Laufbahn begann am 26. Mai 1849 als Kornett in der Chevaliergarde. Im Jahre 1850 wurde er zum Leutnant befördert und übernahm 1852 den Posten des Adjutanten bei Graf Peter Andreas Kleinmichel. 1854 wurde er zum Stabskapitän befördert, es folgte 1855 die Verwendung als Adjutant bei General Iakov Rostovtsev (1803–1860), der den Befehl über die Kadettenausbildung ausübte. Am 18. November 1856 nahm er am ersten aktiven Militärdienst in einem Regiment teil. 1857 wurde er zum Rittmeister befördert, seine nächste Beförderung zum Oberst folgte 1860. Als er 1866 zum Generalmajor ernannt wurde, erhielt er das Kommando über die Kavallerie. Mit der Beförderung zum Generalleutnant wurde er vom aktiven Truppendienst freigestellt und begab sich in eine Heilbehandlung. Im Jahre 1880 ließ er sich in Südfrankreich nieder und starb am 26. Januar 1886 in Nizza.

## Herkunft und Familie
Nikolai Gustav stammte aus der deutsch-baltischen Adelsfamilie Pilar von Pilchau (Hause Pallifer) aus dem mehrere russische Generale hervorgingen. Sein Vater war der russische Generalleutnant Gustav Friedrich Pilar von Pilchau (1748–1826), dessen älterer Bruder Karl Magnus Pilar von Pilchau (1791–1861) ebenfalls russischer Generalleutnant war. Sein Vetter war der russische Generalleutnant Theodor Kotzebue-Pilar von Pilchau (1848–1911). Nikolai heiratete die Gräfin Elisabeth von Kleinmichel (1833–1896), sie war die Tochter des Grafen Kleinmichel, bei dem Nikolai als Adjutant gedient hatte.